# Tærskeværk
Et tærskeværk er en stationær eller transportabel maskine, som tidligere blev benyttet til at separere kerner og frø fra stråafgrøder. Energien, der trak værket, blev overført med en drivrem fra en hestegang, vandmølle, dampmaskine, elektromotor eller traktor.
Kornnegene blev med håndkraft eller via en ilæggermaskine kastet ned imellem en tærskebro og en hurtigt roterende tærskecylinder. En stor del af kernerne gik gennem slagbroen, resten kom med halmen ud på halmrysteren. Ved sold- og luftsortering blev de frigjorte kerner renset for avner og fyldt i sække eller, via en kornblæser, transporteret i rør til kornsiloen eller kornloftet. Ældre tærskeværker kunne ikke tærske rent: Korn og halmrester samlede man i sække og rensede det så senere i et renseværk. Halmen blev fra tærskeværket overført til en halmpresser, der via en halmbane pressede halmballerne op på halmloftet.

## Historie
Før i tiden blev kernerne slået fra aksene med en plejl. Dette arbejde var både tungt og tidskrævende. I 1700-tallet blev der lavet forsøg med benytte heste og vandkraft til tærskning. En metode var at lægge kornet ud på et plant underlag og derefter køre med tunge vogne over negene for at skille kornet fra halmen. I 1754 benyttede man i Sverige fire koniske valser, monteret på en roterende ramme, som var drevet af heste, vandmølle eller vindmølle.
I 1788 tog Andrew Meikle, Skotland, patent på et tærskeværk med en roterende slagcylinder underliggende slagbro.
I den første halvdel af 1800-tallet byggede mange selv et tærskeværk eller købte de mest kritiske dele for at bygge resten selv. I begyndelsen var tærskeværkerne stationære og blev opstillet fast i fx en lade.
Fra omkring 1865 blev det almindeligt med tærskeværker drevet af dampkraft. Der blev oprettet tærskeinteressentskaber, eller flere slog sig sammen om et damptærskeværk, som kørtes fra sted til sted. Det kunne variere noget, hvor mange faste folk der fulgte med tærskeværket, men de to vigtigste var traktorføreren og ilæggeren. Dertil kom båndskæreren, som havde til opgave at skære båndet på negene over og give dem videre til ilæggeren, som så bredte stråene ud i hele tærskecylinderens bredde. Desuden var der behov for mindst én, men som regel to, til at sende negene til værket, men det kunne som regel klares af gårdenes egne folk. Ofte ansatte man nogle stærke mænd til at bære de cirka 100 kilo tunge sække op på kornloftet. Fra 1920'erne havde de større gårde eget tærskeværk, mens de mindre gårde delte eller lejede et.
Hans Christoffersens Maskinfabrik i Holeby reparerede 1895 lokomobiler og tærskeværker, men udvidede efterhånden med fremstilling af tærskeværker, halmpressere og andre landbrugsmaskiner. Fabrikken var den første i Danmark, der fremstillede petroleumsmotorer. Fabrikken, som de sidste år hed Holeby MAN B&W Diesel, lukkede i 2005.
I 1911 begyndte Dronningborg Maskinfabrik produktionen af selvrensende tærskeværker. Kort tid efter fremstillede samtlige danske producenter af tærskeværker og mange udenlandske fabrikker tærskeværker efter ”Dronningborg-princippet”. Princippet var det, man i mange år kaldte en ”halvrenser”.
Fra 1950 fik de fleste tærskeværker et ilægnings-apparat og kornblæser. Fra omkring 1960 afløstes tærskeværkerne af mejetærskeren.

## Danske tærskeværker
- M.P. Allerup i Odense fremstillede fra 1856 en tærskemaskine, med eller uden halmryster til 1, 2, 3 eller 4 heste og med eller uden sikkerhedsbremse. Prisen svingede fra 185 til 500 rigsdaler.

- Holbæk Maskinfabrik producerede i perioden 1859-1956 tærskeværker og halmpressere.
- Den 1. marts 1894 grundlagde Niels Kristian Nielsen Dronningborg maskinfabrik i Randers og begyndte at fremstille rensemaskiner til frø og korn. Allerede det første år blev der produceret 22 maskiner. I 1913 konstruerede Niels Kristian Nielsen det første enkeltrensende tærskeværk. I 1955 blev tærskeværk nummer 60.000 fremstillet.